# إليك تومسون (لاعب كريكت)
إليك تومسون (1916 - 2001)  (بالإنجليزية: Alec Thompson)‏ هو لاعب كريكت بريطاني (وحمل سابقاً جنسية المملكة المتحدة لبريطانيا العظمى وأيرلندا).

## وصلات خارجية
- إليك تومسون على موقع إي آس بي آن كريك إنفو (الإنجليزية)